# Schuppendrachenfische
Die Schuppendrachenfische (Stomias) sind eine Gattung der Maulstachler (Stomiiformes) und der Familie Stomiidae. Schuppendrachenfische leben in allen Meeren. 

## Merkmale
Sie haben einen langgestreckten Körper, der mit großen, leicht abfallenden Schuppen bedeckt ist. Das Maul ist groß. Die Zähne sind ungleich groß. Die Fangzähne im Unterkiefer sind dolchförmig und nach hinten gebogen. Am Unterkiefer befindet sich eine lange Bartel. Der Beginn der Rückenflosse liegt deutlich hinter dem Bauchflossenansatz. Eine Fettflosse fehlt. Schuppendrachenfische werden 18 bis 43 Zentimeter lang.

## Arten

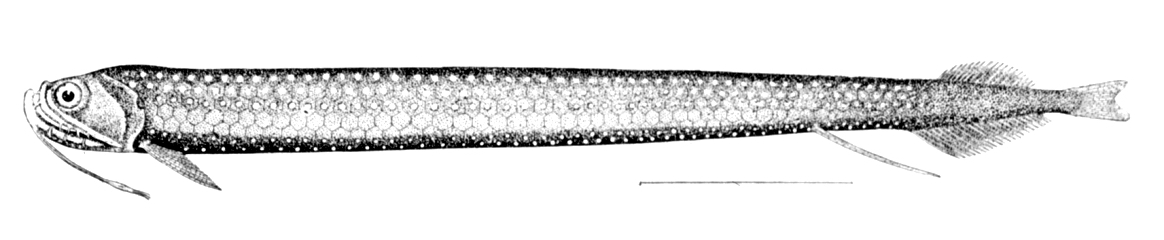
Stomias affinis

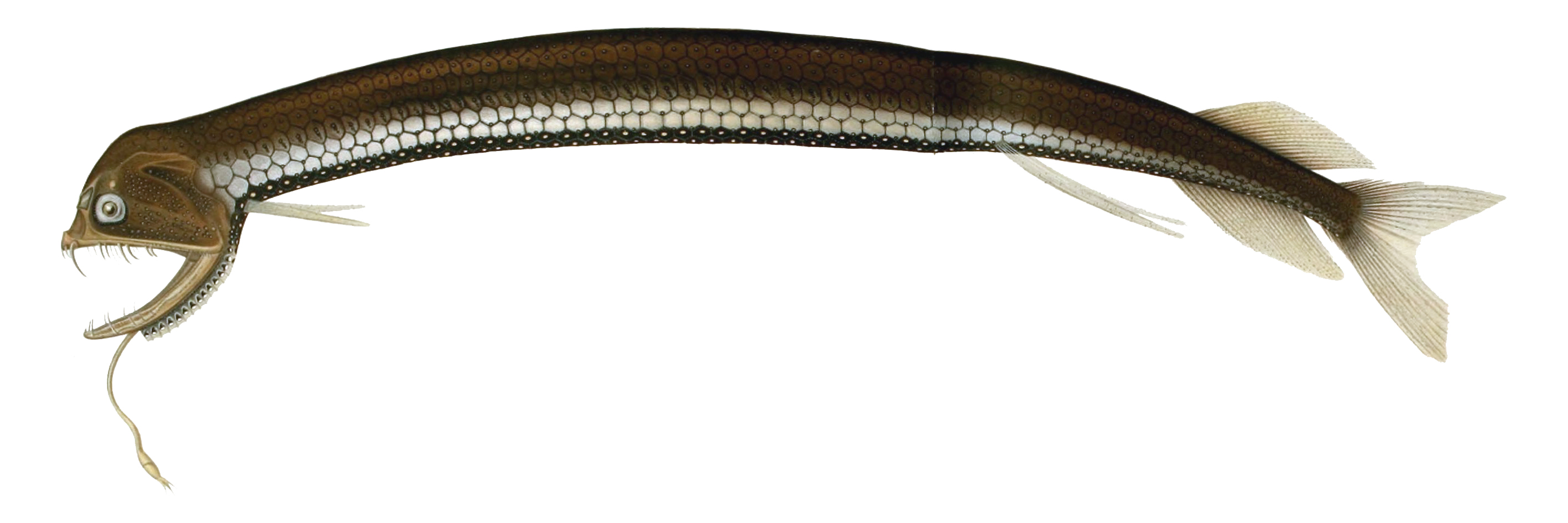
Stomias boa

- Stomias affinis Günther, 1887
- Stomias atriventer Garman, 1899
- Stomias boa (Risso, 1810)
- Stomias brevibarbatus (Parr, 1927)
- Stomias colubrinus Garman, 1899
- Stomias danae (Regan & Trewavas, 1929)
- Stomias gracilis (Regan & Trewavas, 1930)
- Stomias lampropeltis Gibbs, 1969
- Stomias longibarbatus (Brauer, 1902)
- Stomias nebulosus Alcock, 1889